# Marklandsgatan

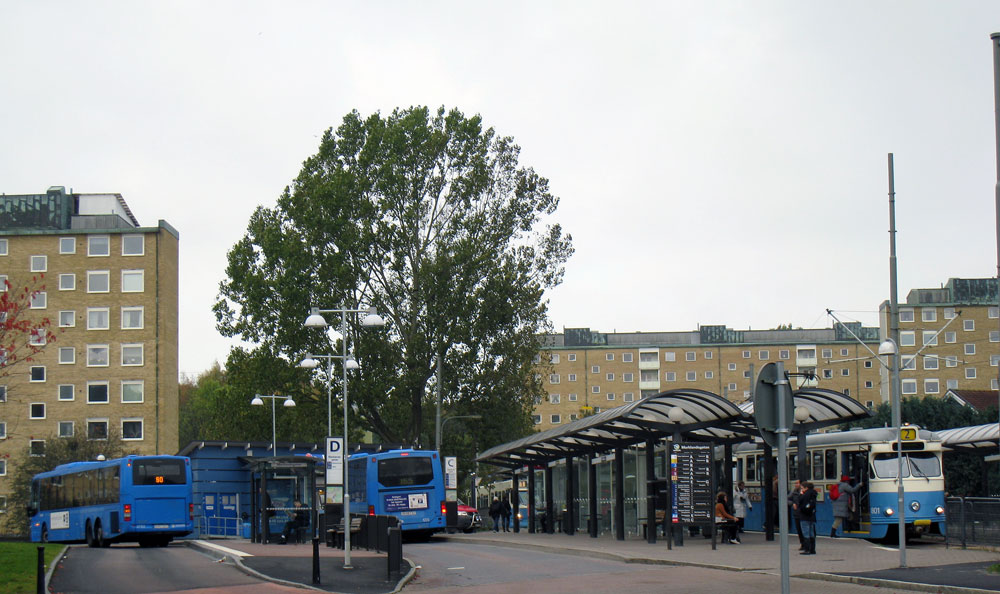
Marklandsgatans hållplats i oktober 2011.

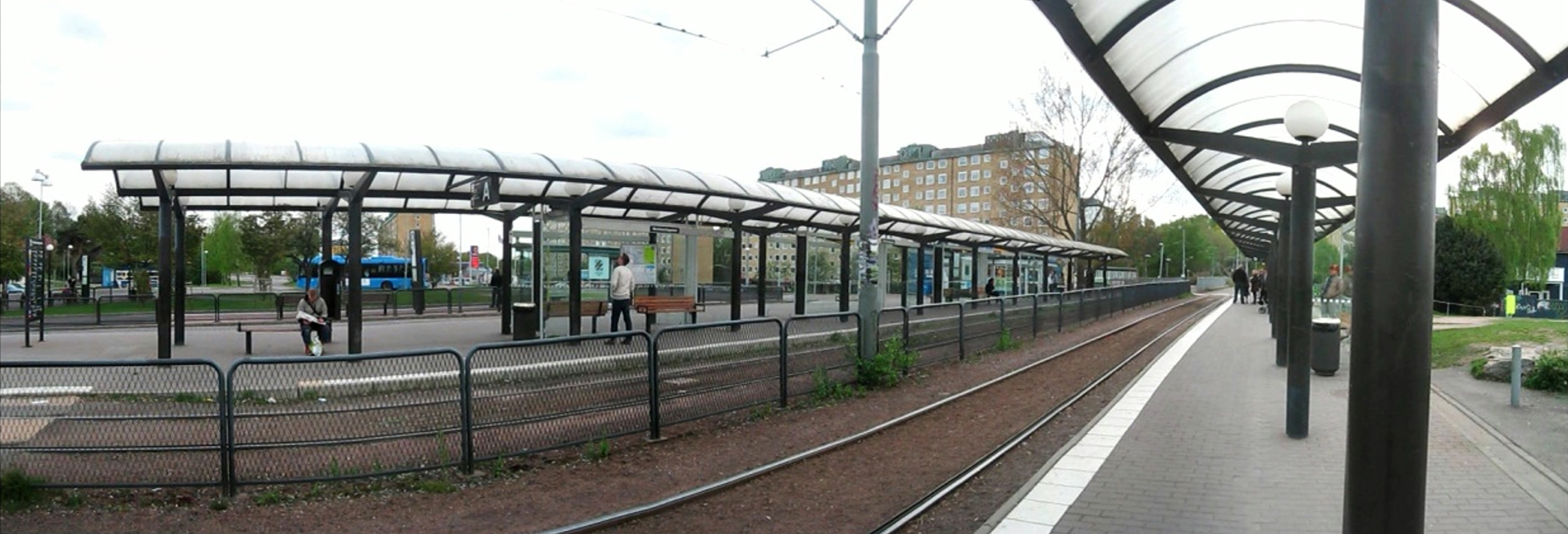
Marklandsgatans spårvagnshållplats i maj 2012.

Marklandsgatan är både en gata och en kombinerad buss- & spårvagnshållplats vid Högsbo i södra Göteborg. 
Gatan fick sitt namn år 1959 efter jordvärderingsenheten markland.
Spårvagnshållplatsen är ändhållplats för linje 3 och linjerna 1, 2, 7 och 8 passerar också här på sin väg från Göteborgs centrum mot Frölunda torg och Tynnered. Busshållplatsen är ändpunkt för linje 84, 95 och 758 samt passeras av linje 16, X2 och X3
Hållplatsen har en pressbyrå. I närheten finns en mataffär, en pizzeria och en bensinstation. Slottskogsvallen har Marklandsgatan som närmaste hållplats. 
Gatan Marklandsgatan, som hållplatsen är uppkallad efter, är 800 m lång och går från Högsboleden bredvid hållplatsen och söderut till Tunnlandsgatan. Längs gatan ligger två busshållplatser kallade Högsboleden och Högsbo. Hållplatsen Marklandsgatan ligger norr om vägen Högsboleden ett antal meter från gatan Marklandsgatan.
Spårvägen kom till Marklandsgatan 1962, då spåren från Högsbogatan och Linnéplatsen byggdes. Mellan Linnéplatsen och Marklandsgatan delade spårvagnarna spår med järnvägen Säröbanan, som senare lades ner. 1963 fortsatte förlängningen av spårvägen mot Frölunda, längs en annan sträckning än Säröbanan.